# ロイド・ラビーチ
ロイド・ラビーチ （Lloyd Berrington LaBeach、1924年6月28日 - 1999年2月17日）は、パナマの陸上競技選手。ラビーチの両親はジャマイカからの移民であり、彼自身はパナマ出身であるが、両親は、ラビーチが学生のときに再びジャマイカに移住。彼はパナマ代表としてオリンピックに出場した。
短距離種目が専門の選手で、1948年ロンドンオリンピック、1952年ヘルシンキオリンピックに出場。ロンドン大会では10.4秒の記録でアメリカのハリソン・ディラード、バーニー・ユーウェルに次いで銅メダル。200mでも21秒2で、アメリカのメル・パットン、ユーウェルに次いで銅メダルを獲得した。

## 主な実績
| 年   | 大会         | 場所               | 種目 | 結果 | 記録  |
| ---- | ------------ | ------------------ | ---- | ---- | ----- |
| 1948 | オリンピック | ロンドン(イギリス) | 100m | 3位  | 10秒4 |
| 1948 | オリンピック | ロンドン(イギリス) | 200m | 3位  | 21秒2 |